# 5月14日 (旧暦)
旧暦5月14日は、旧暦5月の14日目である。六曜は赤口である。

## できごと
- 承久3年（ユリウス暦1221年6月5日） - 承久の乱。鎌倉幕府倒幕の為、後鳥羽上皇が近隣諸国の武士1700騎を結集
- 天保10年（グレゴリオ暦1839年6月24日） - 蛮社の獄。渡辺崋山や高野長英らが逮捕される
- 元治元年（グレゴリオ暦1864年6月17日） - 江戸幕府が神戸海軍操練所を開設。勝海舟を頭取に任命

## 誕生日
- 安貞元年（ユリウス暦1227年6月29日） - 北条時頼[1]、鎌倉幕府5代執権（+ 1263年）
- 寛政5年（グレゴリオ暦1793年6月22日） - 徳川家慶、 江戸幕府12代将軍（+ 1853年）

## 忌日
- 天正16年（閏5月）（グレゴリオ暦1588年7月7日） - 佐々成政、武将（* 1516年）
- 慶長11年（グレゴリオ暦1606年6月19日） - 榊原康政、武将・徳川四天王の一人（* 1548年）